# Gran Logia Simbólica Española
La Gran Logia Simbólica Española (GLSE) es una Obediencia masónica (organizaciones que integran a varias Logias) existentes en España. Pertenece al conjunto de obediencias integradas en CLIPSAS, y se define como Obediencia mixta o igualitaria, liberal y adogmática. 

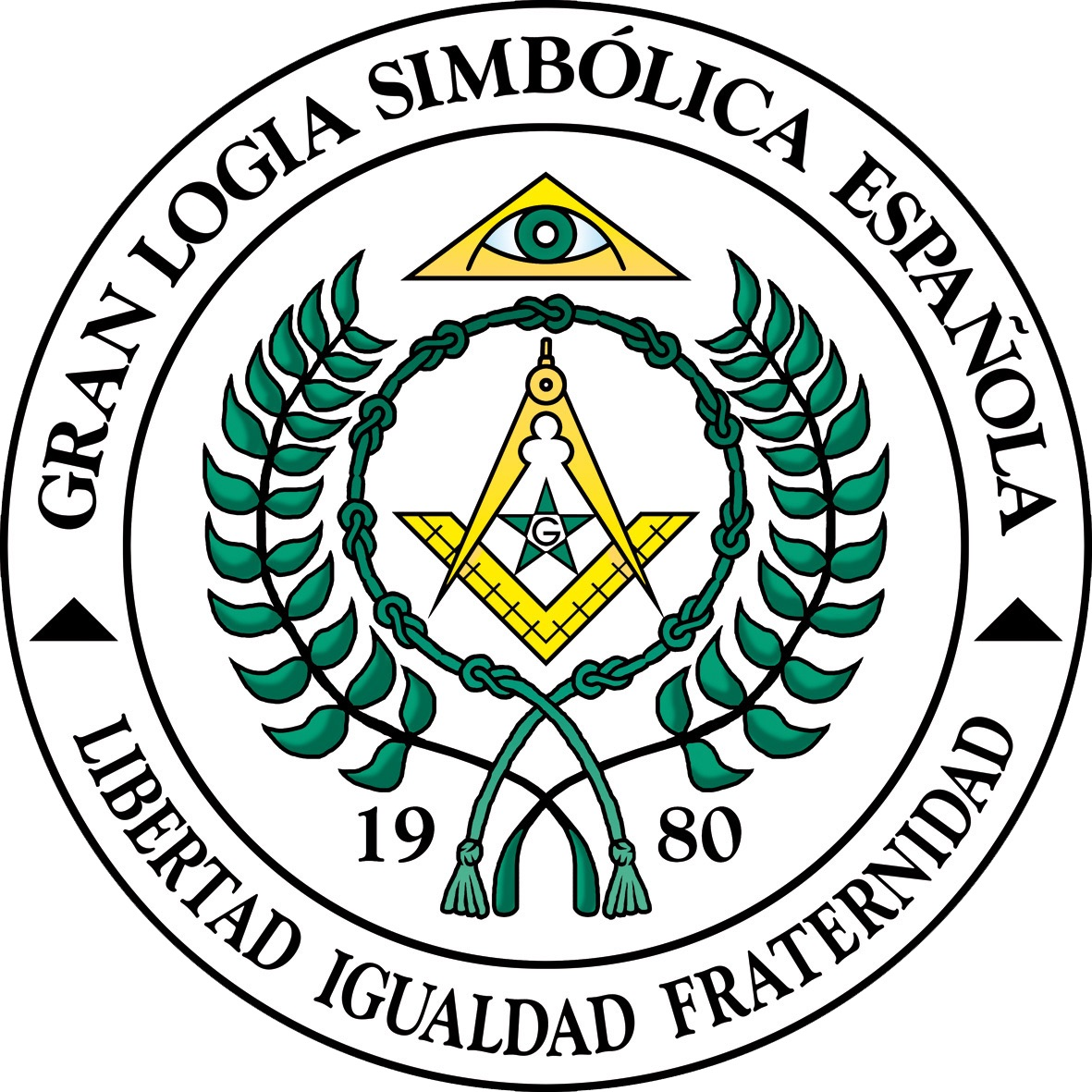
Sello de la Gran Logia Simbólica Española

## Definición
La GLSE pertenece a la tradición francesa. Se diferencia de la tradición inglesa, que es la masonería regular, en que esta última tiene como requisitos los primeros y originales, entre ellos, creer en un dios revelado, y no permite el acceso a las mujeres, aunque colabora activamente incluso con acuerdos firmados con la Gran Logia Femenina de España. La GLSE, como otras muchas organizaciones masónicas de todo el mundo, no asume ninguna de esas dos condiciones. Su condición de mixta o igualitaria quiere decir que, en nombre del principio esencial de la Igualdad, acoge en sus Logias tanto a hombres como a mujeres sin la más mínima diferencia ni en derechos ni en obligaciones. El término liberal, en este contexto, significa que en la GLSE no existen cargos vitalicios: todos sus representantes son elegidos libremente por todos los masones y masonas para un periodo fijado que solo puede renovarse una vez. El adogmatismo, que procede también de la tradición de la Masonería continental europea, implica que la GLSE no exige a sus miembros que sean teístas ni deístas: considera que las creencias religiosas, o la ausencia de creencias, pertenecen al pensamiento íntimo de cada masón. Así pues, comparte el principio del'laicismo según el cual nadie debe imponer sus creencias a los demás y considera que es esencial la defensa de un espacio de convivencia civil y común a todos en el que todas esas creencias, o la falta de ellas, puedan coexistir en pie de igualdad, en plena libertad y sin el menor privilegio para nadie. La GLSE deja a la libre interpretación de sus miembros la figura del Gran Arquitecto del Universo.
La GLSE, además de pertenecer a CLIPSAS, forma parte de la Unión Masónica del Mediterráneo (UMM), de la Alianza Masónica Europea (AME), de COMALACE (Contribution des Obédiences Maçonniques Libérales et Adogmatiques à la Construction Européenne) y es fundadora del Espacio Masónico de España (EME).

## Historia
Tras la dictadura franquista, la Masonería volvió a ser legal en España el 19 de mayo de 1979, gracias a una sentencia de la Audiencia Nacional. Esta sentencia anulaba una resolución del Ministerio del Interior (dirigido por Rodolfo Martín Villa) que pretendía mantener a la Masonería en la clandestinidad.
La Gran Logia Simbólica Española se fundó al año siguiente, el 15 de mayo de 1980. Se constituyó en Barcelona, con sede en la calle de Avinyó. Tomó su nombre de otra Obediencia nacida en Cataluña en 1920. La GLSE nació como federación de Logias masculinas, depositaria y representante de las señas identidad y los ideales de la Francmasonería histórica española, al recoger los principios del Grande Oriente Español, federación prácticamente extinguida bajo la persecución que sufrió durante la dictadura franquista.
Como había sucedido en Londres 263 años antes, integraron la GLSE Logias que ya habían empezado a funcionar clandestinamente incluso antes de la muerte del dictador Franco. Varios de los primeros promotores procedían del exilio europeo y americano. Algunas de las primeras Logias fueron Minerva-Lleialtat, de Barcelona, creada en febrero de 1977; también Justícia, en la misma ciudad, y muy pronto Hermes-Tolerancia, en Madrid. El primer Gran Maestre de la GLSE (1980-1987) fue Rafael Vilaplana Fuentes. Desde el principio, el rito masónico oficial de la GLSE fue el Rito escocés Antiguo y Aceptado (REAA), aunque años más tarde se adoptó también el Rito Francés. En agosto de 2018 se incorporaron dos ritos más: el Antiguo y Primitivo de Menfis-Mizraïm y el rito de Emulación, de origen inglés.
Muy poco tiempo después, en 1983, la GLSE fue recibida en el Centro Enlace y de Información de las Potencias Masónicas firmantes del Llamamiento de Estrasburgo de 22 de enero de 1961; es CLIPSAS, la gran organización mundial de la Francmasonería liberal. Las relaciones internacionales más estrechas se mantuvieron desde el principio con el Gran Oriente de Francia, la Federación belga del Derecho Humano, el Gran Oriente de Bélgica y la Gran Logia de Italia. También con el Grande Oriente Lusitano (GOL), de Portugal, desde 1986 hasta hoy. 
En 1990 se acordó declarar a la laicidad como uno de los valores centrales de la Gran Logia Simbólica Española.

### La admisión de mujeres
Otro momento decisivo en la historia de la GLSE llegó en 1992, durante el mandato del segundo Gran Maestre, Roger Leveder Le Pottier. Ya en 1990 había comenzado el debate sobre la “mixticidad”, es decir, sobre la admisión de mujeres. Este debate concluyó en la Asamblea General del 27 de junio de 1992, celebrada en Barcelona, con la aprobación  de una decisiva reforma de los Reglamentos de la organización. La GLSE admite desde entonces hermanas masonas como miembros de pleno derecho y en régimen de total igualdad con sus hermanos varones. Fue lo que entonces se llamó la “triple opción”. La primera mujer que ingresó en una Logia de la GLSE fue Josefina Saló. Se inició en la Logia Justícia n.º 7, de Barcelona, el 14 de noviembre de 1992.
En el año 2000, una mujer (Ascensión Tejerina) fue elegida Gran Maestre por primera vez. En 2012 lo fue la aragonesa Nieves Bayo. Ambas fueron reelegidas para un segundo mandato.

### La consolidación interna e internacional

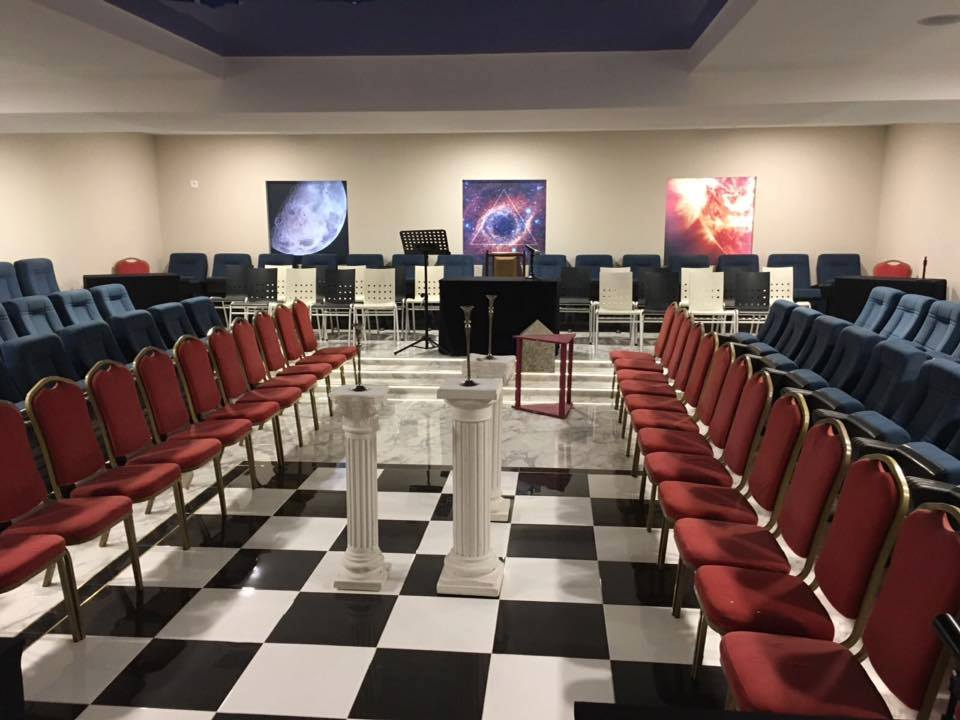
Sede central de la Gran Logia Simbólica Española en Barcelona

En 1986, tres años después de ser admitida en la organización, la GLSE organizó en Madrid la Asamblea General Anual de CLIPSAS, lo cual significó el reconocimiento de la masonería liberal del mundo al esfuerzo internacional de los masones españoles. Pero el espaldarazo definitivo a ese esfuerzo llegó en 1998, cuando CLIPSAS volvió a reunirse en España (esta vez en Barcelona) y se eligió presidente al cuarto Gran Maestre de la GLSE, el abogado y escritor vasco Javier Otaola Bajeneta. Otaola presidió CLIPSAS entre 1997 y 1999.
Desde entonces, la GLSE no ha dejado de mejorar sus relaciones con otras Obediencias y organizaciones masónicas de todo el mundo. En la actualidad, la GLSE mantiene relaciones de mutuo reconocimiento con 43 Obediencias masónicas de Europa, África, Asia y América, y está presente en los todos los foros importantes de la Masonería liberal del mundo. En abril de 2005 organizó en Tarragona el encuentro de la Unión Masónica del Mediterráneo, y en 2016 volvió a hacerlo Toledo. La UMM integra hoy a representantes de diez países ribereños y trata de fomentar el diálogo, la convivencia y el trabajo en común entre todos esos países.. 
El 9 de mayo de 2009, durante el mandato del Gran Maestre Jordi Farrerons, la GLSE participó en la fundación del Espacio Masónico de España (EME), que coordina a las cuatro Obediencias masónicas liberales más importantes con presencia en España: la propia GLSE, la Federación española de El Derecho Humano, la Gran Logia Femenina de España y el Gran Oriente de Francia. El 1 de octubre de 2016 se inauguró la nueva sede central de la GLSE, situada en la calle del Vallès de Barcelona, y se dijo adiós al viejo templo de la calle de Avinyò. El 29 de octubre de 2019, el Gran Maestre Xavier Molina presidió la inauguración de la nueva y amplia sede de Madrid, propiedad de la GLSE y ubicada en la calle de Belianes, en cuyos templos trabajan Logias de varias organizaciones masónicas más.
Hoy, la Gran Logia Simbólica Española integra a 64 Logias activas y tres triángulos en cuatro países (España, Francia, Bélgica y Suecia) en las que trabajan más de 900 hombres y mujeres.

## Grandes Maestres de la GLSE
1. Rafael Vilaplana Fuentes (1980-1987) †
2. Roger Leveder Le Pottier (1987-1993) †
3. Joan García Grau (1993-1997) †
4. Javier Otaola Bajeneta (1997-2000)
5. Ascensión Tejerina Hernández (2000-2006)
6. Jordi Farrerons Farré (2006-2012)
7. Nieves Bayo Gallego (2012-2018)
8. Xavier Molina Figueras (2018-2024)[5]
9. Brenno Ambrosini (2024- )

## Organizaciones estatales e internacionales
La Gran Logia Simbólica Española pertenece a las siguientes organizaciones masónicas:
- CLIPSAS (Unión de Estrasburgo)
- Unión Masónica del Mediterráneo (UMM)
- Alianza Masónica Europea (AME)[6]
- COMALACE (Contribución a la Construcción Europea)[7]
- Espacio Masónico de España (EME)[8]